# Anohni and the Johnsons
Anohni and the Johnsons, precedemente noti come Antony and the Johnsons, è un gruppo musicale statunitense formatosi a New York, guidato dalla cantante britannica Anohni.

## Storia del gruppo
Anohni Hegarty è una cantante transgender, artista visuale, compositrice nata in Inghilterra, a Chichester, West Sussex il 24 ottobre 1971. Nel 1981 con la famiglia si trasferì a San Francisco.
Negli Stati Uniti frequenta una scuola cattolica dove fa parte del coro. Al suo 11º compleanno le viene regalata una tastiera Casio e si cimenta con le canzoni dei Soft Cell, Kate Bush e Yazoo. Da adolescente fu influenzata dal synth pop britannico, in particolare da cantanti come Marc Almond e Boy George. Attratta dal palcoscenico, frequenta la School for the Performing Arts di San José e l'Università della California a Santa Cruz. All'età di 18 anni mette in scena le prime performance, ispirate a John Waters e all'icona-guru Divine. Attratta dal mondo newyorchese degli anni ottanta, ispirata anche da personaggi come Joey Arias che cantava A Hard Day's Night vestita da Billie Holiday, si trasferisce nella grande mela. Il "Mondo di New York" risulta essere più consono alla sua sensibilità artistica e alla sua ricerca espressiva incentrata sul tema dell'identità.

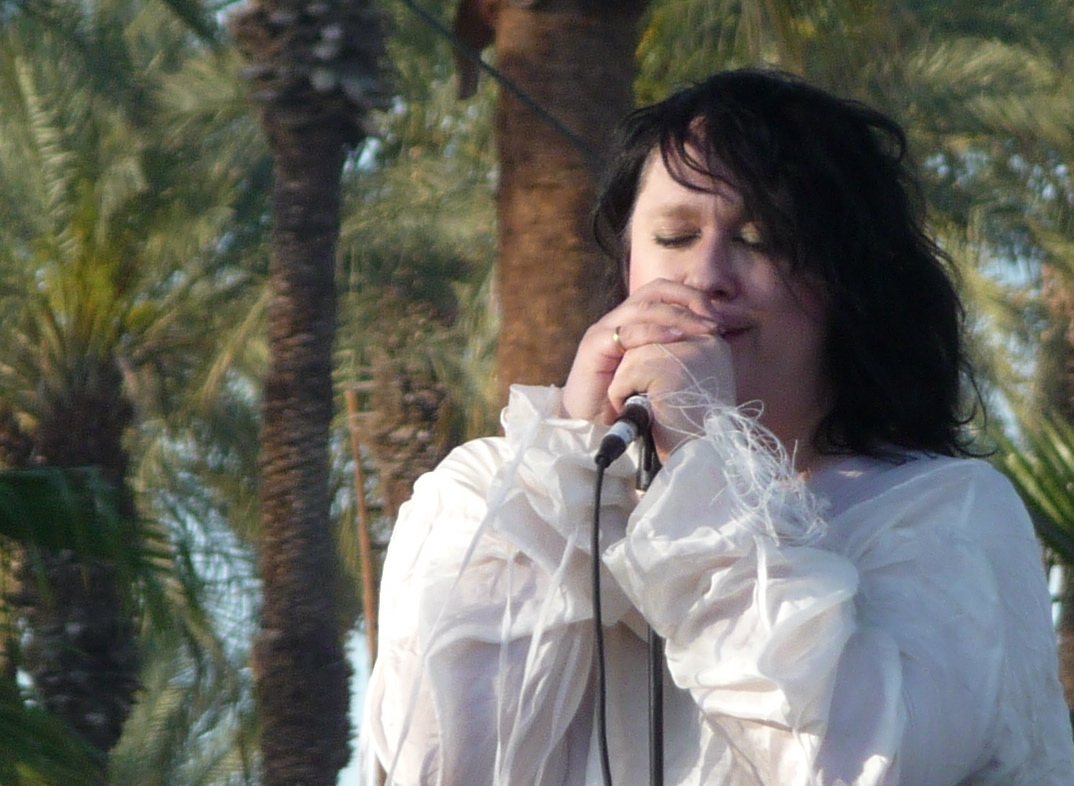
Anohni nel 2009

Nel 1990 Anohni entra nella dimensione che più sente appartenerle, impersonando una drag queen ed esibendosi al Pyramid Club in guêpière, testa rasata e sigaretta fra le dita.
Anohni (con gli altri componenti del gruppo, i Blacklips) scrive scenari, canzoni, arrangiamenti ed entra in scena in tarda notte come Fiona Blue, drag queen e archetipo androgino ispirato da Klaus Nomi, Leigh Bowery e Diamanda Galás. Nello stesso periodo Anohni si laurea in Teatro Sperimentale.
Nel 1995 Anohni decide di dedicarsi completamente alla musica, dai Blacklips appena sciolti chiama il batterista Todd Cohen, che insieme a Joan Wasser e Maxim Moston ai violini, Jeff Langston al basso elettrico, Jason Hart al piano e Michele Schifferle ospite al violoncello, formano l'orchestra artefice dei raffinati arrangiamenti delle sue composizioni. Nascono così Antony and the Johnsons,  poi Anohni and The Johnsons,, ispirato a Marsha P. Johnson, la sua musa,  la drag queen transgender e attivistà newyorchese che nel 1970 fondò la casa di accoglienza STAR (Street Transvestite Action Revolutionaries), la cui tragica fine nel fiume Hudson sarà evocata in River Of Sorrow.
In un'intervista a Flavorwire nel novembre 2014 ha dichiarato: "I miei amici più stretti, la mia famiglia, usano pronomi femminili rivolgendosi a me. Non ho mai chiesto alla stampa di usare un pronome o l'altro... Nella mia vita privata preferisco 'lei'. Credo che le parole siano importanti. Rivolgersi ad una persona secondo il genere a cui ha scelto di appartenere è una cosa importante, è onorare il loro spirito, la loro vita e il loro merito. 'Lui' è un pronome invisibile per me, che mi nega".
Nel 2016 Anohni è stata la seconda persona apertamente transgender ad essere candidata all'Oscar; nomination per la "Miglior canzone originale", insieme a J. Ralph, per la canzone Manta Ray che compare nel documentario Racing Extinction.
Nel 1996 viene prodotto, grazie a un finanziamento della NYFA, il demo Blue Angel, che compare sulla compilation dedicata alle drag queen God Shave the Queen, con l'instant classic Cripple and the Starfish, che tratta il difficile tema di un rapporto sadomasochista e omosessuale.
Il musicista sperimentale britannico David Tibet, leader dei Current 93, ascoltando Blue Angel, rimane affascinato e si offre di pubblicare la musica di Anohni con la sua etichetta Durtro, specializzata in folk apocalittico. L'album di debutto fu pubblicato nel 2000 con il titolo Antony and the Johnsons.
Nel 2001, sempre per Durtro, Anohni pubblica l'EP I Fell in Love with a Dead Boy (Mi sono innamorato di un ragazzo morto), che, oltre alla title track, conteneva una reinterpretazione di un brano di David Lynch/Angelo Badalamenti e Soft Black Star, cover dei Current 93.
Nello stesso 2001 Lou Reed, insieme a Robert Wilson, porta in scena alla Brooklyn Academy of Music lo spettacolo POEtry, dedicato alle novelle e alle poesie di Edgar Allan Poe.
Il produttore Hal Willner, dopo aver ascoltato l'EP di Anohni, lo passa a Lou Reed che si commuove di fronte a quella strana voce contro-tenorile e contatta Anohni chiedendole di partecipare al suo progetto discografico The Raven.
Avendo quindi ottenuto una maggiore attenzione, Anohni siglò un contratto con l'etichetta statunitense Secretly Canadian e pubblicò un nuovo EP, The Lake, con Lou Reed ospite in un brano. La Secretly Canadian, inoltre, pubblica negli Stati Uniti l'album di debutto con una più ampia distribuzione nel 2004.
Il secondo album di Anohni, I Am a Bird Now (2005), ha ottenuto recensioni entusiastiche e una maggiore attenzione da parte del panorama mainstream, aggiudicandosi anche un Mercury Prize per il "Miglior album del 2005". I Kaiser Chiefs, favoriti per la vittoria del premio, insinuarono che Anohni lo avesse vinto solo per una questione tecnica: infatti, sebbene Anohni fosse nata in Gran Bretagna, aveva trascorso gran parte del suo tempo negli Stati Uniti. Successivamente, comunque, i Kaiser Chiefs si sono scusati per aver dichiarato che non fosse una vincitrice meritevole.
Nel 2007 collabora con l'artista islandese Björk nel suo album Volta, duettando con lei nei brani The Dull Flame of Desire e My Juvenile, partecipando inoltre ad alcune date del Volta Tour.
Nello stesso anno prende parte al progetto disco-revival di Andrew Butler, ossia Hercules and Love Affair scrivendo, componendo e interpretando 5 canzoni dell'omonimo disco di debutto, tra le quali il primo singolo Blind, che guadagna presto successo di critica e pubblico.
Nel 2008 Anohni (senza i suoi Johnsons) si esibisce, accanto a Marc Almond ed Ernesto Tomasini, come ospite speciale al concerto dei Current 93, alla Queen Elizabeth Hall e nello stesso anno viene annunciata l'uscita di un nuovo lavoro. The Crying Light, pubblicato il 20 gennaio 2009, è dedicato alla figura del danzatore e coreografo giapponese Kazuo Ohno (raffigurato sulla copertina dell'album) e segue l'uscita dell'EP Another World. Viene annunciata inoltre una tournée internazionale per promuovere il nuovo lavoro.
Avendo già duettato con Franco Battiato, nel 2009 Anohni canta con un'altra artista italiana, Elisa, nel brano Forgiveness contenuto in Heart (pubblicato il 13 novembre 2009).
Il 12 ottobre 2010 viene pubblicato l'album Swanlights, a cui partecipano Nico Muhly e Björk, che canta in Flétta.
Il 14 febbraio 2013 ha partecipato come ospite alla terza serata del Festival di Sanremo, condotto da Fabio Fazio. Nell'occasione ha interpretato il suo brano You are My Sister e ha letto un messaggio in difesa del mondo femminile.
Nel corso del 2013 Anohni condivide il palco con Franco Battiato in due tappe del tour Apriti sesamo (il 31 agosto al Mandela Forum di Firenze, il 2 settembre all'Arena di Verona), con una prima parte del concerto dedicata ai brani del gruppo cui fanno seguito dei duetti (tra cui You are my sister), con l'accompagnamento della Filarmonica Arturo Toscanini. Proprio dal concerto di Verona tenuto anche insieme ad Alice, viene tratto l'album Del suo veloce volo, uscito il 26 novembre 2013. Inoltre la stessa Anohni prenderà parte al nuovo film di Battiato dedicato ad Haendel.
Il 23 febbraio 2015 Anohni annuncia sul sito ufficiale del gruppo di star lavorando ad un nuovo album, prodotto assieme a Oneohtrix Point Never e Hudson Mohawke. L'album si chiama Hopelessness e Anohni nel comunicato aggiunge che presenterà questo lavoro, per la prima volta con il suo nuovo nome dopo la sua transizione. Si pensa, dunque, che il nuovo progetto non sarà realizzato assieme ai the Johnsons, bensì potrebbe rivelarsi un esordio solista per la cantante, orientato verso suoni prevalentemente elettronici. Ella stessa nel comunicato spiega: "è un disco elettronico con qualche dente affilato". Il 28 maggio e il 5 giugno, al Primavera Sound di Barcellona, nella scaletta eseguita dal gruppo compare un brano che sarà parte del nuovo album, 4 degrees. Il seguente brano esce poi in singolo la notte tra il 30 novembre e il 1 dicembre, dopo sole 3 ore dall'annuncio ufficiale da parte di ANOHNI tramite Facebook.
Nel maggio 2016, Anohni pubblica Hopelessness per Rough Trade Records e Secretly Canadian.
Il 9 maggio 2023, Anohni rivela la reunion della band, rinominata per l'appunto Anohni and the Johnsons su Instagram con un post contenente due cartelloni pubblicitari a Camden, il primo contenente il nuovo nome della band, il secondo la scritta "It Must Change", primo singolo dell'uscente disco della band. La band annuncia pochi giorni dopo, l'uscita del nuovo album My Back Was a Bridge for You to Cross, prevista per il 7 luglio 2023, sempre su Rough Trade Records e Secretly Canadian.

## Voce
La voce di Anohni è caratterizzata dal particolare timbro vocale tenorile incline al tremulo e ricorda l'espressione vocale di Demis Roussos e Bryan Ferry. Ha anche molti ammiratori celebri come Philip Glass, Marc Almond, Rufus Wainwright, Devendra Banhart, Diamanda Galás ("Every emotion in the planet is in that gorgeous voice" - "In quella voce meravigliosa ci sono tutte le emozioni del pianeta"), Lou Reed e Boy George, entrambi ospiti in I Am a Bird Now.

## Discografia
come Antony and The Johnsons
Album in studio
- 2000 - Antony and the Johnsons (Durtro/Secretly Canadian)
- 2005 - I Am a Bird Now (Secretly Canadian)
- 2009 - The Crying Light (Secretly Canadian)
- 2010 - Swanlights (Secretly Canadian)

EP
- 2001 - I Fell in Love with a Dead Boy (Durtro/Rebis Music)
- 2004 - The Lake (Secretly Canadian)
- 2004 - Hope There's Someone (Secretly Canadian)
- 2005 - You Are My Sister (Rough Trade)
- 2008 - Another World (Rough Trade)
- 2009 - Epilepsy is dancing (Rough Trade)
- 2009 - Aeon/Crazy in love (Rough Trade)
- 2010 - Thank You for Your Love (Secretly Canadian)
- 2011 - Swanlights (digital edition)

Album live
- 2003 - Live at St. Olave's (Durtro)
- 2012 - Cut the world ()
- 2013 - Del suo veloce volo con Franco Battiato (Universal)

Colonne sonore
- 2014 - Turning (Rough Trade)

come Anohni and The Johnsons
Album in studio
2016 - Hopelessness (Rough Trade e Secretly Canadian)
2023 - My Back Was a Bridge for You to Cross (Rough Trade e Secretly Canadian)
Apparizioni varie
- interpreta la canzone Rapture in una scena del film Animal Factory di Steve Buscemi del 2000
- Teenage Cancer Trust, Royal Albert Hall, 28 marzo 2006
- Bird Gehrl (da I Am a Bird Now) è suonata al jukebox mentre i personaggi Evey e V ballano nel film V per Vendetta
- canta in Beautiful Boyz nell'album delle CocoRosie Noah's Ark
- Miracle è sull'album delle CocoRosie The Adventures of Ghosthorse and Stillborn
- realizza Live at St Olaves (PanDurtro, 2003), uno split EP con Current 93
- Calling for vanished faces 1/Virgin Mary (PanDurtro, 2003) è uno split 7" singolo con Current 93 edizione limitata di 500 copie
- Candy Says sull'album di Lou Reed Animal Serenade
- Perfect Day sull'album di Lou Reed The Raven
- Old Whore's Diet sull'album di Rufus Wainwright Want Two
- Little Bit Of Time sull'album di Brooks Red Tape
- Semen Song For James Bidgood sull'album dei Matmos "The Rose Has Teeth In The Mouth Of A Beast"
- Happy Xmas (War is over) con Boy George sull'album della War Child Help: a Day in the Life
- I Defy di Joan as Police Woman (ex musicista dei Johnsons) contenuto nell'album Real Life
- The Dull Flame Of Desire e My Juvenile di Björk, contenuti nell'album Volta
- Partecipa al collettivo Hercules and Love Affair scrivendo e interpretando 5 brani nel primo disco omonimo, tra cui il primo singolo Blind
- My Lady Story da I Am a Bird Now è contenuta nella colonna sonora del film di Paolo Sorrentino L'amico di famiglia
- Del suo veloce volo è un brano contenuto nel disco di Franco Battiato Fleurs 2
- Hope There's Someone è contenuta nel film di Isabel Coixet La vita segreta delle parole
- Idumea e The Beautiful Dancing Dust sono contenute nell'album Black Ships Ate the Sky dei Current 93
- Forgiveness contenuta nell'album Heart di Elisa
- I Defy, contenuta in Real Life (2006), primo album in studio di Joan as Police Woman
- Toyboat contenuta nell'album Yes, I'm a Witch di Yōko Ono
- La canzone "Fistful Of Love" (da I Am a Bird Now) è contenuta nella colonna sonora del film "Les Petits Mouchoirs" ("Piccole bugie tra amici"), film del 2010 scritto e diretto da Guillaume Canet, e con protagonisti François Cluzet, Marion Cotillard
- Ooh Baby Baby contenuta nell'album Easy Come, Easy Go di Marianne Faithfull
- si esibiscono con You Are My Sister al Festival della canzone italiana di Sanremo nel febbraio 2013
- Ha partecipato a Mourned Winter Then, dei Current 93
- Tears For Animals, contenuta in Tales of a Grass Widow, quinto album in studio delle CocoRosie
- La loro canzone Angel on Fire è contenuta nella colonna sonora ufficiale del film Hunger Games: La ragazza di fuoco (2013)
- Indian Steps, contenuta nell'Ep Lantern (2015) del musicista IDM Hudson Mohawke
- Manta Ray, contenuta nella colonna sonora ufficiale del documentario Racing Extinction (testo e arrangiamento di Josh Ralph)
- Sei canzoni dell'album In Amber di Hercules and Love Affair, inclusi i singoli "Poisonous Storytelling" e "One". (giugno 2022; BMG, CD e doppio vinile)[12] — C’é Anohni che canta in delle tracce dell’album, perché i Hercules non sono una vera band con membri fissi, solo Andy Butler, un DJ, ma che vari cantanti cantano le sue canzoni scritte da lui.

## Nomination agli awards
- Mercury Prize - vincitrice - Miglior album del 2005 - I Am a Bird Now
- The Brit Awards - Miglior artista femminile britannica - Nomination